# Callithamniaceae
Callithamniaceae, porodica crvenih algi u redu Ceramiales. Preko 200 vrsta u tri potporodice

## Rodovi
- Potporodica Callithamnioideae De Toni
  - Tribus Callithamnieae F.Schmitz
    - Aglaothamnion Feldmann-Mazoyer
    - Aristoptilon Hommersand & W.A.Nelson
    - Aristothamnion J.Agardh
    - Callithamnion Lyngbye
    - Carpothamnion Kützing
    - Diapse Kylin
    - Euptilota (Kützing) Kützing
    - Falklandiella Kylin
    - Gaillona Bonnemaison
    - Georgiella Kylin
    - Heteroptilon Hommersand
    - Hirsutithallia Wollaston & Womersley
    - Nwynea Searles
    - Pseudospora Schiffner
    - Seirospora Harvey

  - Tribus Euptiloteae
    - Sciurothamnion De Clerck & Kraft

  - Tribus Gymnothamnieae M.Kajimura
    - Gymnothamnion J.Agardh

  - Tribus Perithamnieae Athanasiadis
    - Perithamnion J.Agardh
    - Scageliopsis E.M.Wollaston

  - Tribus Rhodocallideae M.H.Hommersand, S.M.Wilson, & G.T.Kraft
    - Psilothallia F.Schmitz
    - Rhodocallis Kützing
- Potporodica Crouanioideae De Toni
  - Tribus Crouanieae F.Schmitz & Hauptfleisch
    - Crouania J.Agardh
    - Crouanophycus Athanasiadis
    - Euptilocladia Wollaston
    - Gattya Harvey
    - Gulsonia Harvey
    - Ptilocladia Sonder
- Potporodica Spyridioideae De Toni
  - Tribus Spyridieae F.Schmitz & Hauptfleisch
    - Spyridia Harvey
    - Spyridiocolax A.B.Joly & E.C.Oliveira